# Jakob Marx
Jakob Marx, también conocido en alemán como Jakob Marx der  Ältere, Jakob Marx el mayor (Landscheid, 6 de septiembre de 1803 – Tréveris, 15 de febrero de 1876), fue un eclesiástico e historiador alemán. En 1858 escribió una Historia de la Archidiócesis de Tréveris, y sentó las bases para la historia de la Universidad de Tréveris. Fue tío de Jacob Marx el menor, autor de un Compendio de Historia de la Iglesia que tuvo una gran difusión.

## Obras
- Der Bilderstreit der byzantinischen Kaiser (1839)
- Das wallfahrten in der katholischen kirche (1842)
- Geschichte des heil. Rockes in der Domkirche zu Trier (1844)
- Die Ausstellung des h. Rockes in der Domkirche zu Trier im Herbste des Jahres 1844 (1845)
- Caspar Olevian oder Der Calvinismus in Trier im Jahre 1559 (1846)
- Geschichte des Erzstifts Trier (1858)
- Denkwürdigkeiten der Dreifaltigkeits- oder Jesuitenkirche des bischöflichen Seminars zu Trier (1860)
- Die Vereinigten Hospitien oder das Bürgerhospital zu Trier (1866)
- Die Geschichte der Stadt Trier und des trierischen Landes von der Zeit der römischen Herrschaft bis zum Beginne der Regierung der letzen Churfürsten